# Vlad Țepeș
Vlad Țepeș (n. 2 noiembrie 1431, Sighișoara, Regatul Ungariei – d. 14 decembrie 1476, București, Țara Românească), denumit și Vlad Drăculea (sau Dracula, de către străini), a domnit în Țara Românească în anii 1448, 1456–1462 și 1476.

## Familia; considerații generale
Unii istorici consideră că s-a născut la Sighișoara în Voievodatul Transilvaniei, unde tatăl său Vlad Dracul și mama lui, nobilă transilvăneană , sau poate, o domniță moldoveancă, fiica lui Alexandru cel Bun și sora lui Bogdan al II-lea și a lui Iliaș al Moldovei , numită, după unii, Anastasia , dupa alții Vasilisa Maria Cheajna Mușat  au locuit între anii 1431 și 1435.
A fost căsătorit de trei ori: întâi cu o nobilă din Transilvania - Cneajna Bathory, apoi cu Jusztina Szilagyi din Moldova și apoi cu Ilona Nelipic, verișoară a lui Matei Corvin.
A avut cinci copii, patru băieți și o fată: Radu și Vlad din prima căsătorie, Mihail și Mihnea cel Rău din a doua și Zaleska din a treia căsătorie.. Se pare că Radu, un descendent din Vlad Țepeș, s-a stabilit în Moldova și a pus bazele ramurii moldovenești a neamului Drăculeștilor .
În timpul domniei sale, Țara Românească și-a obținut temporar independența față de Imperiul Otoman. Vlad Țepeș a devenit vestit prin severitatea sa și pentru că obișnuia să își tragă inamicii în țeapă. Din cauza conflictelor cu negustorii brașoveni, aceștia l-au caracterizat, propagandistic, ca pe un principe cu metode de o cruzime demonică.
În 1453, resturile Imperiului Bizantin sunt cucerite de otomani, care obțineau astfel controlul asupra Constantinopolului (actualul Istanbul) și amenințau Europa. Imperiul Otoman ajunge să stăpânească mare parte din Balcani (teritoriile statelor actuale Serbia, parțial Ungaria, parțial România, Bulgaria, Albania și Grecia), extinderea spre occident oprindu-se la porțile Vienei, al cărei asediu eșuează. 
În acest context istoric, Vlad Țepeș a luptat pentru a-și apăra domnia și țara, folosind împotriva inamicilor metodele de disuasiune specifice epocii, din care făceau parte și execuțiile și supliciile cu caracter exemplar și de intimidare.

### Originea supranumelui „Dracula” și a poreclei „Țepeș”
Tatăl său, Vlad Dracul, fusese primit în Ordinul Dragonului. Ordinul - care poate fi comparat cu cel al Cavalerilor de Malta sau cu cel al Cavalerilor Teutoni - era o societate militaro-religioasă, înființat în anul 1408 de Sigismund de Luxemburg, împărat al Sfântului Imperiu Roman). Ziua înființării ar fi putut, de asemenea, coincide cu încoronarea fondatorului, Sigismund von Luxemburg, ca regele Ungariei, în anul 1387.

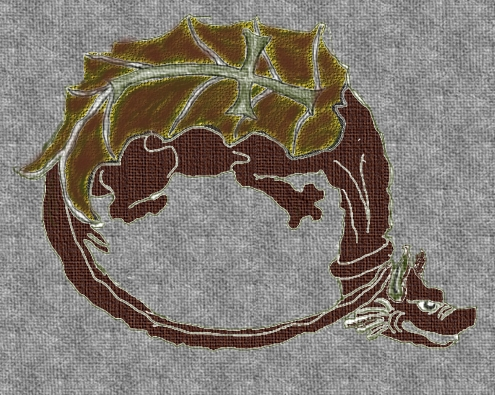
Simbolul Ordinului Dragonului

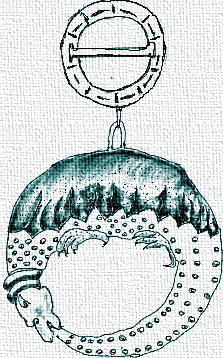
Desen înfățișând Simbolul Ordinului Dragonului

Simbolul Ordinului era un dragon, iar scopul era apărarea creștinismului și cruciada contra turcilor otomani. Datorită apartenenței sale la Ordinul Dragonului, tatăl lui Vlad Țepeș era supranumit Dracul, după numele latin al Ordinului Dragonului (Draco). Vlad al II-lea a fost primit în Ordinul Dragonului la Nürnberg, în 1431, de către Sigismund de Luxemburg. În 1436, numele lui va fi 
însă șters de pe lista cavalerilor acestui ordin, deoarece în anul 1432, la numai un an de la înnobilare, contrar statutului creștin al Ordinului care avea ca scop protejarea creștinătății de păgâni, în speță de amenințarea otomană,  Vlad al II-lea Dracul i-a condus personal pe turcii care au asediat și incendiat Cetatea Severinului, fiind uciși toți cavalerii teutoni din cetate, care luptau împotriva pericolului otoman. Tot în 1432 în fruntea acelorași turci, folosindu-se prin viclenie de titlul de cavaler al Ordinului, Vlad al II-lea Dracul a ordonat deschiderea porților Cetății Caransebeșului care, ascultând porunca, a fost incendiată și jefuită de aceiași turci conduși de  Vlad al II-lea Dracul, jaf și pustiire care se va întinde în întregul sud al Transilvaniei, turcii retrăgându-se cu prăzi și robi nenumărați la sud de Dunăre.
Porecla Țepeș i s-a atribuit lui Vlad al III-lea în urma execuțiilor frecvente prin tragere în țeapă pe care le ordona. Chiar turcii îl denumeau Kazıklı Bey, (Prințul Țepeș). Acest nume a fost menționat pentru prima oară într-o cronică valahă din 1550 și s-a păstrat în istoria românilor.

## Domn al Țării Românești

### Începutul domniei
În iarna anului 1436 Vlad Dracul a devenit domn al Țării Românești și s-a stabilit la Curtea domnească din Târgoviște. Vlad Drăculea și-a urmat tatăl și a trăit acolo șase ani. În 1442, din motive politice, el și fratele său mai tânăr, Radu cel Frumos, au fost ceruți ca ostatici de către sultanul Murad al II-lea; Vlad al III-lea a fost ostatic până în 1448, iar fratele său  până în 1462. Această perioadă de captivitate a jucat un rol important în formarea și ascensiunea la putere a lui Vlad. Turcii l-au eliberat, în 1447, după moartea tatălui său - asasinat la comanda lui Vladislav al II-lea, rival la tronul Țării Românești. Tot atunci, Vlad a aflat și de moartea fratelui său mai mare, Mircea, torturat și îngropat de viu de boierii din Târgoviște.
La vârsta de 17 ani susținut de un corp de cavalerie turcească și de un contingent de trupe împrumutate lui de pașa Mustafa Hassan, Vlad Drăculea a luat pentru prima dată domnia Țării Românești. Dar, două luni mai târziu, a fost înfrânt de Vladislav al II-lea, care și-a recăpătat tronul. Pentru a-și asigura a doua și cea mai lungă domnie, Vlad al III-lea a trebuit să aștepte până în 20 august 1456, când a reușit să-și ucidă dușmanul de moarte.
Primul act important de răzbunare a fost indreptat împotriva boierilor din Târgoviște, vinovați de moartea tatălui și a fratelui său. În duminica de Paști a anului 1459, el a arestat toate familiile de boieri care participaseră la petrecerea princiară. Cei mai bătrâni au fost trași în țeapă, iar ceilalți au fost forțați să străbată pe jos drumul de o sută de kilometri din capitală până la Poenari, unde au fost puși să construiască o fortăreață pe ruinele unui avanpost vechi cu vedere la râul Argeș.
Vlad Țepeș a ajuns curând faimos din cauza metodelor sale brutale de pedepsire.  Conform detractorilor sași din Transilvania, el ordona deseori ca osândiții să fie jupuiți de piele, fierți, decapitați, orbiți, strangulați, spânzurați, arși, fripți, ciopârțiți, bătuți în cuie, îngropați de vii etc. De asemenea, punea să li se taie victimelor nasul, urechile, organele genitale și limba. Însă supliciul favorit era trasul în țeapă, de la care provine porecla Țepeș, cel care trage în țeapă. Această formă de execuție a folosit-o în anii 1457, 1459 și 1460 contra negustorilor transilvăneni care nu respectaseră legile sale comerciale. Incursiunile pe care le făcea împotriva sașilor din Transilvania erau în același timp și acte de protecționism menite să promoveze activitățile comerciale din Țara Românească. În plus, în acea perioadă era ceva obișnuit ca pretendenții la tronul Țării Românești să găsească sprijin în Transilvania, unde așteptau momentul potrivit pentru a acționa.

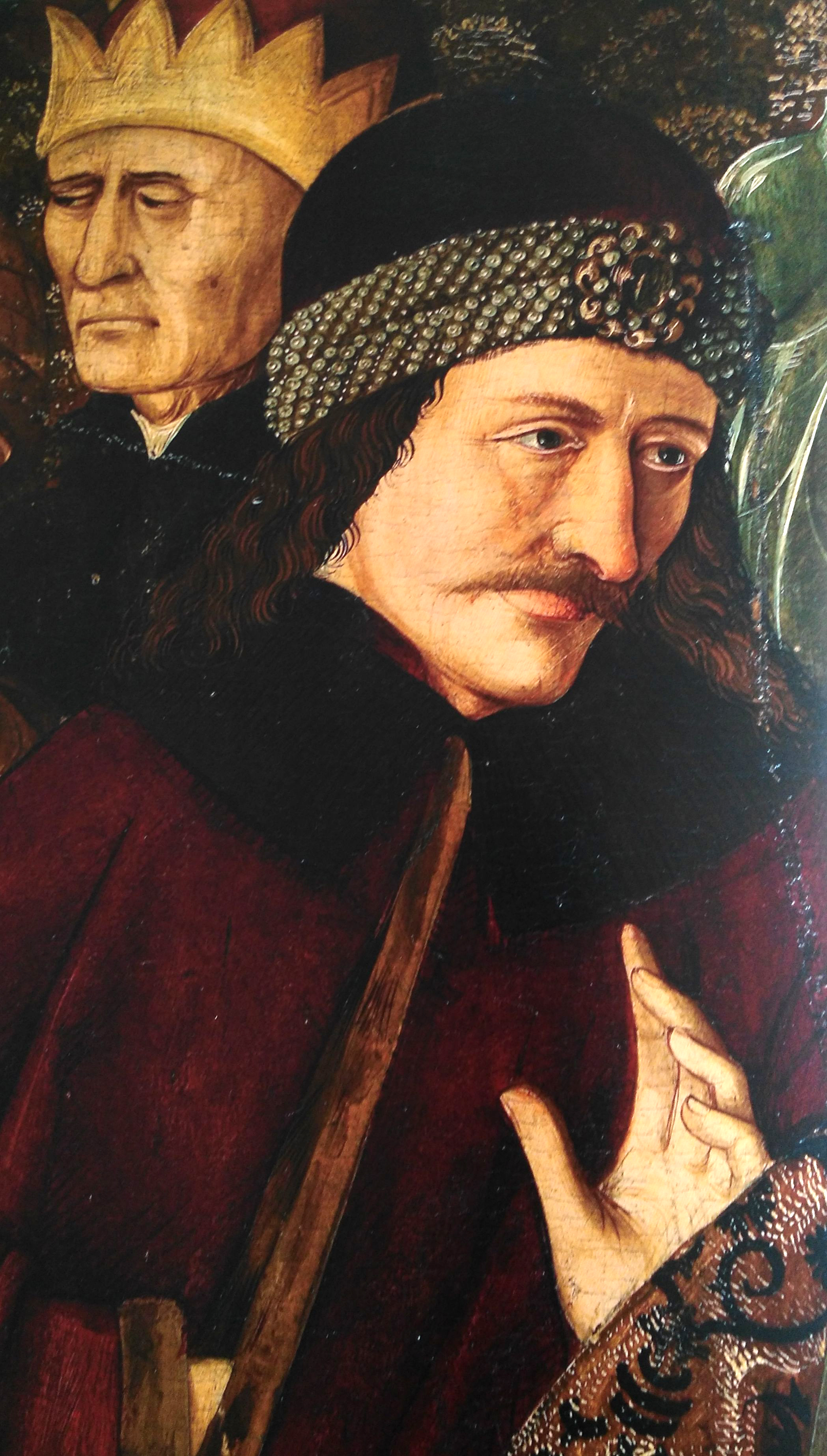
Vlad Țepeș într-un tablou reprezentând patimile lui Isus (detaliu, 1460), biserica Maria am Gestade, Viena, Austria.

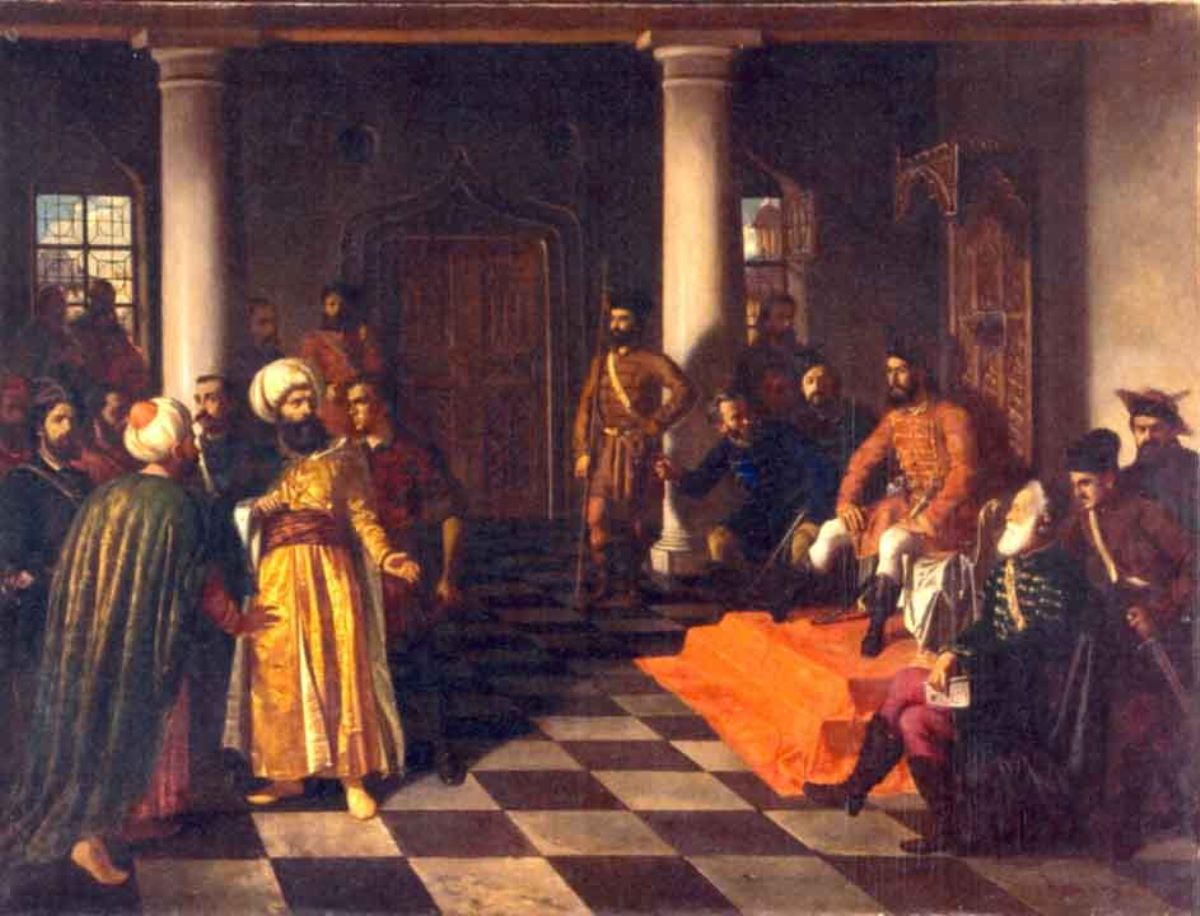
Theodor Aman - Vlad Țepeș și solii turci

În Enciclopedia Britanică se menționează că Vlad Țepeș nu a inventat această metodă de tortură și execuție, fiind prescrisă ca pedeapsă pentru uciderea soției  în Codul lui Hammurabi.

### Conflictul cu Imperiul Otoman

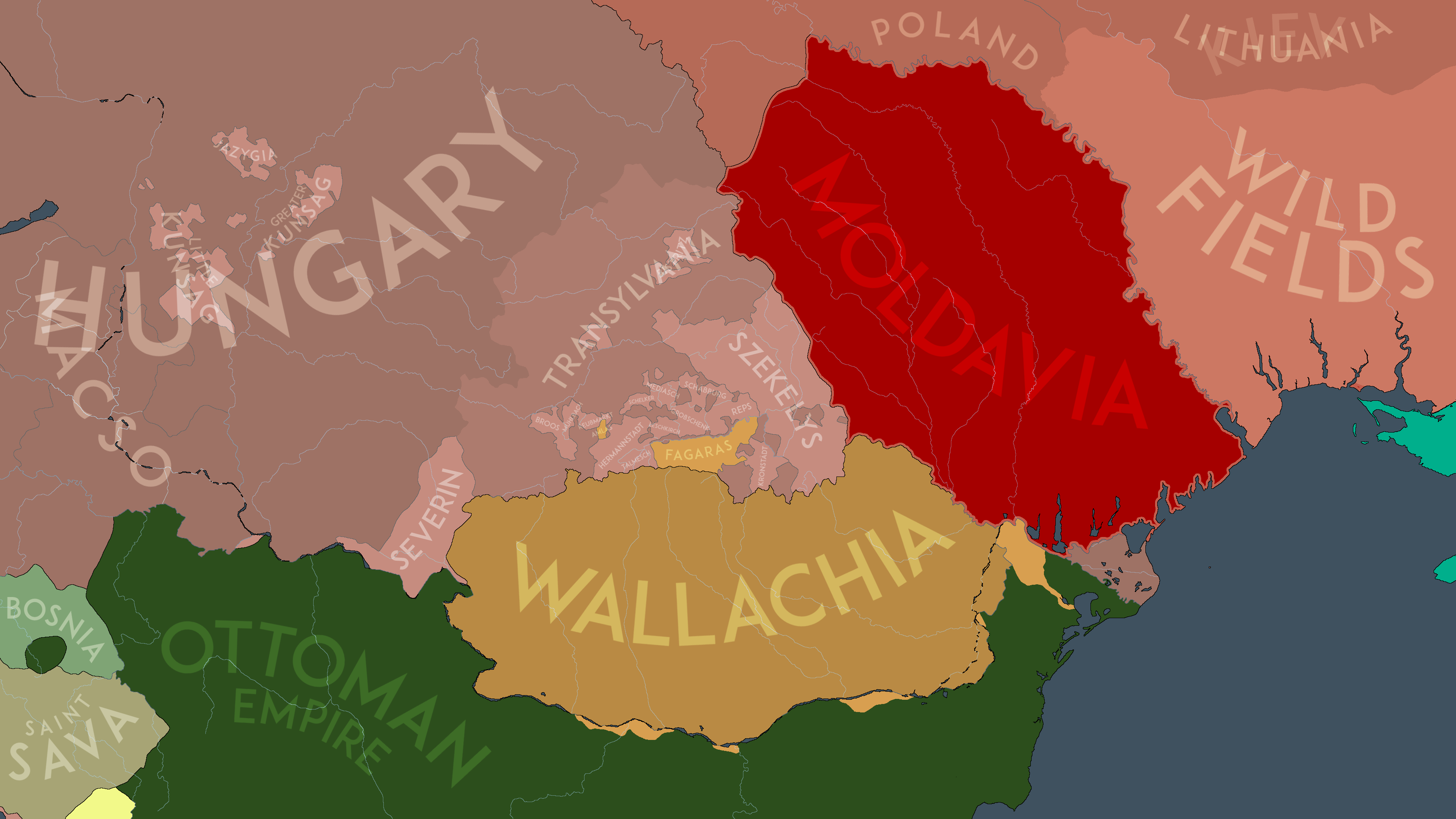
Spațiul Carpato-Danubiano-Pontic în 1461 AD, în timpul campaniei lui Vlad III la sud de Dunăre.

În 1459 Vlad Țepeș refuză să mai plătească tribut turcilor (10.000 galbeni anual). Se pare că această răzvrătire s-a datorat existenței unui proiect de cruciadă impotriva otomanilor, cruciadă susținută de Papă și în care regele Ungariei, Matia Corvin, ar fi urmat să joace rolul principal (acesta chiar primește de la Papă suma de 40.000 galbeni, suficientă pentru a echipa 12.000 de oameni și 10 nave de război).
În acest context politic, Vlad Țepeș încheie o alianță cu Matei Corvin, probabil la începutul anului 1460, pe care otomanii ar fi vrut să o împiedice. Mai mult, aceștia vor încerca prin intermediul lui Hamza pașa, beiul de Nicopole, și al diacului sultanului, Catavolinos, să-l prindă pe Vlad prin vicleșug, fără succes însă. Odată dejucate planurile otomanilor și pedepsiți (cei doi au fost trași în țeapă împreună cu toți soldații turci care-i însoțeau), Vlad Țepeș organizează o campanie surpriză la sud de Dunăre în iarna 1461-1462.
O întinsă regiune, de la Oblucița la Novoe Selo și de la vărsarea Dunării în Marea Neagră până la Rahova, a fost devastată. Mai mult, cetatea Nicopole fiind ocupată prin vicleșug, peste 20.000 de turci au pierit sub armele valahilor, numărul celor uciși fiind indicat de însuși Vlad Țepeș într-o scrisoare adresată lui Matei Corvin. Tot în această scrisoare, expediată din Giurgiu la 11 februarie 1462, Vlad îi solicita în mod insistent sprijin regelui ungar. Deși l-a asigurat, la 4 martie 1462, că îi va veni în ajutor, Matei Corvin a părăsit Buda abia la sfârșitul lui august, când campania otomană era deja încheiată.
În ceea ce-l privește pe Mahomed al II-lea, acesta, surprins de sfidarea lui Țepeș, îi va pregăti un răspuns pe măsură. În primăvara lui 1462, sultanul, în fruntea unei armate uriașe, circa 100-120.000 de oameni (a doua ca mărime după aceea care cucerise Constantinopolul) plus 175 de nave de război al căror scop era acela de a cuceri Chilia, se va îndrepta spre Dunăre. Efectivele domnului valah nu depășeau, după estimările cele mai generoase, 30.000 de oșteni. Deși Vlad încearcă să-i oprească pe turci la Dunăre, în dreptul cetății Turnu, aceștia, la adăpostul nopții, reușesc să treacă fluviul îndreptându-se direct spre Târgoviște (4 iunie 1462).
În aceste condiții Țepeș va aplica tactica hărțuirii: pustiirea pământului - mai ales drumul spre Târgoviște -, otrăvirea fântânilor, atacarea detașamentelor turcești plecate după hrană. În această atmosferă apasătoare în care oștile turcești, flămânde și înfricoșate, înaintau prin țara pustiită, a avut loc marea lovitură a lui Vlad Țepeș, atacul de noapte din 16-17 iunie 1462, menit să demoralizeze și mai mult oastea otomană, atac despre care pomenesc toate izvoarele relative la campania din 1462. Ținta atacului a fost însuși sultanul, însă acesta a scăpat, cortul său fiind confundat cu al unui vizir. Totuși efectul psihologic al atacului a fost important. Mulți turci au fost uciși, iar sultanul, conform relatărilor, "a părăsit în ascuns tabăra în chip rușinos"; văzând "marea pierdere suferită de ai săi" a dat ordin de retragere. În apropierea Târgoviștei îl aștepta un spectacol care a băgat groaza în oștile sale: o pădure de țepi în care atârnau o mulțime de turci uciși înainte sau în timpul bătăliei; în fața acestei priveliști, turcii "s-au înspăimântat foarte tare", iar sultanul a recunoscut că "nu poate să ia țara unui bărbat care face lucruri așa de mari" și care "ar fi vrednic de mai mult".
Cu excepția cronicilor turcești, toate celelalte izvoare mărturisesc înfrângerea sultanului, care a fost silit „să se întoarcă în fugă spre Dunăre cu mari pierderi printre ai săi și cu rușinea de a fi dat dosul”. Oastea turcă s-a îndreptat spre Dunăre, așa de repede încât la 11 iulie 1462 sultanul ajunsese la Adrianopol. Conform cronicarului bizantin Chalcocondil, sultanul l-a lăsat la plecare, la Târgoviște, ca domn pe fratele lui Țepeș, Radu cel Frumos, în ideea ca acesta să atragă de partea sa pe toți cei ce i se împotriveau lui Țepeș. Pașa de Nicopole urma să asigure sprijin armat lui Radu.
Perioada care a urmat a fost foarte tulbure pentru istoria Țării Românești, cei doi frați căutând fiecare să-și întărească forțele pentru a-și elimina adversarul. Spre deosebire de Vlad Țepeș care dorea continuarea luptei antiotomane, Radu cel Frumos oferea boierilor pacea și prietenia cu sultanul. Aceștia trec până la urmă de partea lui. În aceste condiții, părăsit de cea mai mare parte a boierilor, dar având încă o oaste destul de numeroasă cu care se pare că în jurul datei de 8 septembrie ar fi dobândit chiar o ultimă victorie asupra adversarilor săi, în octombrie 1462 Țepeș trece în Transilvania pentru a se întâlni cu aliatul său Matei Corvin.
Cum acesta nu venise nici pregătit, nici prea hotărât de luptă, a decis destul de repede să-și schimbe planul inițial, recunoscând situația existentă în Țara Românească și renunțând să-l sprijine pe Tepeș. Mai mult, la decizia regelui ar fi contribuit și o presupusă scrisoare a lui Vlad către sultan în care domnul muntean ar fi cerut iertare și, mai mult decât atât, s-ar fi obligat să-l ajute împotriva oștilor maghiare. Drept urmare, în noiembrie 1462 Vlad Țepeș, în loc să primească ajutorul aliatului său, este arestat sub acuzația de trădare și încarcerat la Visegrád vreme de 12 ani. După Vișegrad, e silit să locuiască aproape 2 ani la Buda, cu domiciliu forțat. Va fi eliberat în 1475, la cererea lui Ștefan cel Mare, domnul Moldovei, în contextul presiunilor turcești tot mai mari asupra teritoriilor de la nord de Dunăre.

### Ultima domnie, sfârșitul vieții și locul mormântului
Vlad a fost recunoscut ca domn al Țării Românești pentru a treia oară în 1475, însă s-a bucurat de o perioadă foarte scurtă de domnie. A fost asasinat la sfârșitul lunii decembrie 1476. Corpul său a fost decapitat și capul trimis  sultanului, care l-a așezat într-o țeapă, ca dovadă a triumfului asupra lui Vlad Țepeș. S-a emis ipoteza ca „Drăculea” ar fi fost îngropat la Mănăstirea Snagov, pe o insulă din apropierea Bucureștilor. Examinările recente au arătat că „mormântul” lui Țepeș de la mănăstire conține doar câteva oase de cal datate din neolitic și nu rămășițele adevărate ale domnului valah. După opinia reputatului istoric Constantin Rezachevici, mormântul acestuia ar fi pe locul mănăstirii Comana, ctitorie a voievodului.

## Reprezentări
Pentru înfățișarea lui Vlad Țepeș s-au păstrat o serie de izvoare, printre ele fiind o descriere a făcută de un martor ocular contemporan și o serie de imagini: un desen, o gravură în mai multe copii, trei miniaturi și două tablouri. Pe lângă valoarea lor brută, aceste imagini sunt și o mărturie a schimbărilor manierei de reprezentare a voievodului român de-a lungul timpului. În afară de aceste reprezentări directe ale voievodului, exista în epocă și practica criptoportretelor, care înfățișează persoane contemporane artistului în ipostaze biblice sau mitologice.

## Dracula
Cartea Dracula (1897), a scriitorului irlandez Bram Stoker, este o nuvelă prezentată în forma unei alegorii istorice, cu accent critic, ale cărei acțiuni se petrec în Transilvania și Anglia secolului XIX și nu se bazează numai pe faptele istorice locale din timpul domniei lui Vlad Drăculea. Aceasta face parte dintr-o serie de nuvele publicate de autor între anii 1875 (Calea bunelor intenții, adaptare a idiomului britanic „The Primrose Path”) și 1911 (Sălașul viermelui alb). În urma succesului seriei de nuvele publicate de Stoker, Transilvania a rămas asociată personajului mitologiei moderne Dracula.

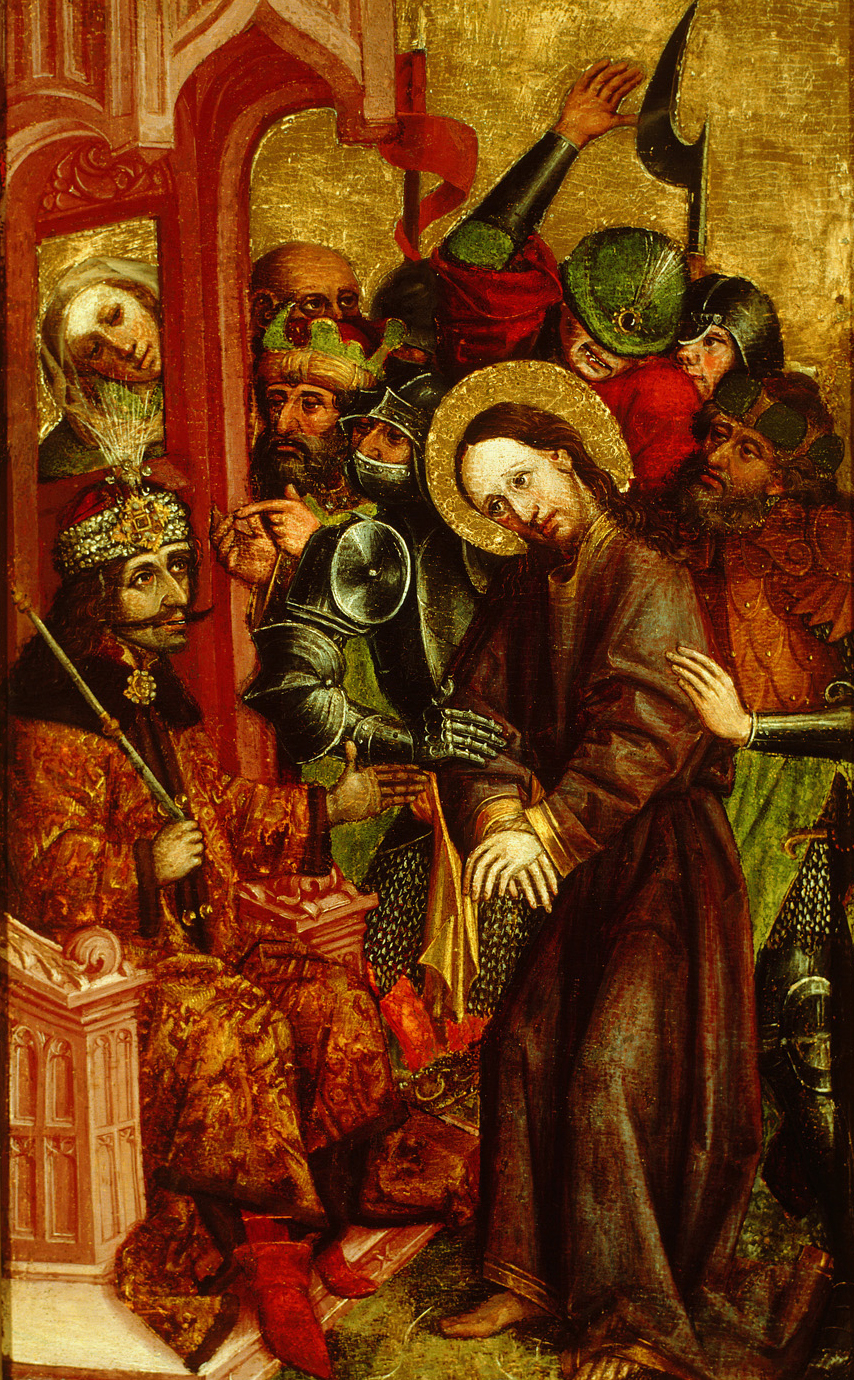
Cripto-portret. O pictură germană din perioada imediat următoare stilului gotic, în care Vlad este reprezentat în ipostaza defăimătoare a lui Pilat din Pont ascultându-l pe Iisus Hristos. Pictor vienez (Meister der Tafeln von Velenje), cca. 1462–1465, tempera pe lemn. Actualmente în Narodna galerja din Ljubljana.

Scriitorul irlandez Bram Stoker putea ușor consulta la Royal Library din Londra câteva din acele gravuri săsești din secolul XV, ce se găseau și în colecțiile de la British Museum, în care Vlad Țepeș este descris ca un monstru, un vampir ce bea sânge de om și un mare amator de cruzimi. A avut probabil acces și la cartea „Istoria Moldovei și a Țării Românești” a lui Johann Christian von Engel, care îl descrie pe Vlad Țepeș ca un tiran sângeros, ceea ce i-a dat probabil ideea să ia prințul Țării Românești ca model pentru personajul său fictiv: Dracula. Unii autori precum Matei Cazacu sau Dumitru Peligrad au propus ideea că Stoker ar fi avut o relație de amiciție cu un profesor maghiar de la Universitatea din Budapesta, Ármin Vámbéry, și este posibil ca acesta să îi fi dat informații despre Vlad Țepeș. Mai mult, faptul că Dr. Abraham Van Helsing îl menționează pe prietenul său Arminius în romanul din 1897 ca sursă a cunoștințelor sale despre Vlad al III-lea numit Dracula, pare să sprijine această ipoteză. Trebuie reținut și faptul că aceasta pare să fie singura cauză, neexistând o legătură reală între Vlad Drăculea din istorie (1431-1476) și mitul literar modern al vampirului care este cartea lui Bram Stoker. Acesta s-a folosit de surse folclorice, mențiuni istorice și experiențe personale pentru a realiza un personaj complex. Pe de altă parte, merită menționat faptul că detractorii politici principali ai lui Vlad - în general sașii - se foloseau de sensul de diavol al cuvântului drac pentru a umbri reputația voievodului. Astfel, asocierea dintre cele două sensuri ale cuvântului, dragon și diavol, și porecla Drăculea ar putea să explice de ce Vlad al III-lea Țepeș a fost asociat de către Bram Stoker cu vampirismul.
Un important element simbolic al Ordinului Dragonului, din care s-a inspirat Stoker pentru a-și crea personajul demonic, era îmbrăcămintea oficială a Ordinului - o capă neagră peste o haină roșie - ce era purtată doar vinerea pentru a comemora Patimile lui Iisus Hristos. 
Tot Bram Stoker a avut ideea să asocieze acestei legende europene un animal sud-american: liliacul hematofag zis Vampir (Desmodus rotundus).

## Ecranizări
Pe lângă nenumăratele filme cu Dracula, care nu au decât vagi legături cu adevăratul Vlad Țepeș, două încearcă să se apropie de realitate. În anul 1979, Doru Năstase a regizat un film istoric despre viața domnitorului. În rolul lui Vlad a jucat Ștefan Sileanu.
O portretizare a copilăriei domnului încearcă Sergiu Nicolaescu, în filmul său „Mircea” (1989) - rol jucat de Vlad Nemeș. Desigur, aceasta reprezintă doar o licență, întrucât la moartea marelui voievod și domn, Vlad nici măcar nu se născuse. Astfel, se încearcă o explicație asupra genezei comportamentului de mai târziu al lui Țepeș: dragostea pentru țară și groaznica pedeapsă care i-a dat porecla.